# Родна веровања
Родна веровања или уверења која садрже имплицитне културне идеје о „есенцијалним“ квалитетима мушкараца и жена, налазе се готово свим теоријама о хомосексуалности.  Западна култура разликује два пола и самим тим два рода, па се сходно томе родне одреднице односе на тело субјекта и тако стварају привид да се категорије пола и рода преклапају, односно да родне карактеристике нужно произилазе из полних карактеристика. Када субјект присваја оно што му је унапред припремљено и што му се нуди, да би функционисао у оквиру друштвеног система, он мора пристати на једну од две понуђене родне категорије и то је увек она категорија која „призилази“ из рода који му је додељен. Према томе „прави мушкарци” и „праве жене“ су моћни културни митови са којима се сви морају борити.  Људи изражавају родна уверења, своја и она из културе у којој живе, свакодневним језиком јер посредно или експлицитно прихватају и додељују родна значења ономе што они и други раде, мисле и осећају. Родна веровања се дотичу скоро свих аспеката свакодневног живота, укључујући такве свакодневне бриге као што су ципеле које мушкарци треба да носе или „дубље“ питања мушкости, као што је да ли мушкарци треба да отворено плачу или спавају са другим мушкарцима? Родна уверења су уграђена и у питања о томе коју каријеру би жена требало да гради и, на другом нивоу дискурса, шта би то значило ако би због свог професионалног ангажовања жена одустала од одгајања деце да би се бавила каријером агресивније од мушкарца.

## Родна бинарност и биродна особа
Родна веровања се обично заснивају на родним бинарностима.  Најдревнија и најпознатија је мушко/женска бинарност. Упркос значајним доказима да су, у неким доменима, мушкарци превише самоуверени него жене ова њихова способност претераног самопоуздања није у потпуности схваћена. Нити има јасног разумевање извора веровања о способностима других и зашто су таква уверења често нетачна.
Међутим, постоји и бинарност хомосексуалности/хетеросексуалности из 19. века (или геј/стрејт у 20. веку) и нова бинарност трансродности/цисродности у 21. веку. Многе научне студије о хомосексуалности садрже и имплицитна (и често експлицитна) бинарна родна уверења.  На пример, интерсексуална хипотеза хомосексуалности, тврди да мозак хомосексуалних појединаца показују карактеристике које би се сматрале типичнијим за други пол. Есенцијалистичко родно веровање имплицитно у интерполним хипотезама наводе да је привлачност према женама мушка особина, што је код Зигмунда Фројда, на пример  довело до његове теорије да лезбијке имају мушку психологију.  Слично Зигмунду Фројду и биолошки истраживачи су претпоставили да геј мушкарци имају мозак који више личи на мозак жена или су примаоци додатних фрагмената женских Х хромозома својих мајки.
За разлику од родне бинарности биродна особа ('bi−' значи „два”) (такође дво-родна или дупло родна) је она особа која се идентификује са два родна идентитета и понашања. Идентификовање са биродношћу углавном значи да се та особа проналази и у мушком и у женском роду или се креће између мушког и женског понашања и родног изјашњавања, или има два родна идентитета у исто време или се креће између њих.

### Теорија о два пола
Родна веровања обично дозвољавају постојање само два пола.  Да би се одржала ова родна бинарност, већина култура традиционално је инсистирала на томе да сваком појединцу буде додељена категорија мушкарца или жене по рођењу и да се појединци прилагоде категорији  која им је додељени.  Сматра се да се категорије „мушкарац“ и „жена“ међусобно искључују, иако постоје изузеци, као у Платоновој анализи и неким културама Индијанаца које садрже неке критике родних бинарности. Ова веровања су у основи теорија настале  средином 20. века по којима су деца рођена са аномалним гениталијама морала одмах да се подвргну непотребним медицинским операцијама како би смањила забринутост својих родитеља о томе да су им дечаци девојчице и обрнуто.
Теорије о два пола су два модела људске анатомије или феталног развоја о којима се говори у књизи Томаса Лакера Making Sex: Body and Gender from the Greeks to Freud. Лакера теоретизира да се фундаментална промена у ставовима према људској сексуалној анатомији догодила у Европи у 18. и 19. веку. Он се ослања на научнике као што су Аристотел и Гален како би тврдио да су пре 18. века жене и мушкарци посматрани као два различита облика једног суштинског пола: и, сматрало се да жене поседују исту основну репродуктивну структуру као мушкарци, једину разлика је у томе што су женске гениталије биле унутар тела, а не изван њега.
Анатомисти вагину су видели као унутрашњи пенис, усне као кожицу пениса материцу као скротум, а јајнике као тестисе.  Лакера у свом делу користи  итеорију интерконвертибилних телесних течности као доказ за модел једног пола.  Међутим, он тврди да је око 18. века доминантно гледиште постало поглед на два пола директно супротна један другом. По његовом мишљењу, одступање од модела једног пола је у великој мери последица политичких промена које су довеле у питање начин на који се сексуалност жена посматрала. Један од резултат овога је било ново гледиште о женском оргазму као небитном за зачеће након осамнаестог века. Жене и мушкарци су почели да се посматрају као супротности и сваки пол је упоређиван у односу на други.
Фројдов рад је даље продужио сексуалну социјализацију жена диктирајући како треба да оба пола осећају задовољство.

### Моралне приче
Чврста родна уверења обично цветају у фундаменталистичким, верским заједницама где су било какве информације или алтернативна објашњења која би могла оспорити имплицитне и експлицитне претпоставке непожељне.
Када улазимо у области рода и сексуалности, није необично наићи на још један облик бинарног размишљања: „моралне приче“ о томе да ли су одређене врсте мисли, осећања или понашања „добре или лоше“ или, у неким случајевима, да ли су  су „добри или зли“.
Бинарност добро/лоше није ограничена само на религију, јер се језик морала неизбежно налази, на пример, у теоријама о „узроцима“ хомосексуалности.  Јер, у недостатку сигурности о „етиологији“ хомосексуалности, бинарна родна веровања и њихове повезане моралне основе често користе теорије о узроцима и/или значењима хомосексуалности.  Када се препознају наративни облици ових теорија, неки од моралних судова и веровања уграђених у сваку од њих постају јаснији.

### Бинарност и избор занимања
Међу важним интернализованим друштвеним и културним вредностима су општа уверења о одговорностима и понашањима која се сматрају прикладним за жене и мушкарце.   Појединци који имају традиционална родна веровања о улози полова подржавају улогу жене као старатеља у кући и породици, а за улогу мушкараца сматрају да је она да обезбеде финансијску подршку као храниоц породице.
Истраживања су показала да традиционална веровања у родну улогу снажније подржавају мушкарци него жене.  Ова веровања су повезана са већим нагласком који се ставља на каријеру мушкараца и мужева/очева него на каријеру жена и жена/мајки. Таква уверења ће се онда вероватно одразити и на индивидуалне друштвене идентитете жена и мушкараца, предвиђене будуће друштвене улоге и краткорочне и дугорочне циљеве. Ови ставоово су такође кључни предиктори њихових ђивотњих тежњи али и избораобразовања и занимања.
Процес избора занимања као и тражења посла може бити стресан сам по себи, али често родно различити, трансродни и небинарни људи доживљавају додатне баријере и стресоре због дискриминације у избору занимања и запошљавању. У истраживању Националног центра за трансродну равноправност, 47% испитаника је рекло да су искусили негативан исход на послу, као што је отпуштање, незапошљавање или ускраћено унапређење због тога што су трансродни или родно неконформни. Управљање емоцијама попут страха и сигурности такође може представљати значајне изазове током избора занимања тражења посла.